# Trofeo Villa de Madrid 1974
Los días 21, 22 y 23 de agosto de 1974 se celebró la II edición del Trofeo Villa de Madrid. Junto al Atlético de Madrid como anfitrión, otros tres equipos disputaron el torneo: el Újpest Dózsa, equipo de la capital de Hungría, Budapest, que ese año había ganado la Liga de su país, el Estrella Roja de Belgrado, de Yugoslavia, y el San Lorenzo de Almagro de Argentina.

## Resultados

### Semifinales
Los días 21 y 22 de agosto tuvieron lugar las semifinales del Torneo:
| 21 de agosto de 1974 | Atlético de Madrid                  | 2:2 (2:1) | San Lorenzo de Almagro           | Vicente Calderón, Madrid                                           |                                                                    |
|                      | Luis Aragonés 12' Luis Aragonés 40' |           | Chazarreta 42' Héctor Scotta 74' | Asistencia: 40.000 espectadores Árbitro(s): Vital Loraux (Bélgica) | Asistencia: 40.000 espectadores Árbitro(s): Vital Loraux (Bélgica) |

| Lanzamientos de penalty |                  |     |                  |           |
| Heredia                 | Acierto de penal | 1:1 | Acierto de penal | Ameijanda |
| Capón                   | Acierto de penal | 2:2 | Acierto de penal | Olguín    |
| Luis Aragonés           | Acierto de penal | 3:2 | Fallo de penal   | Ortiz     |
| Becerra                 | Acierto de penal | 4:2 | Fallo de penal   | Scotta    |
|                         |                  |     |                  |           |
|                         |                  |     |                  |           |

| 22 de agosto de 1974 | Estrella Roja de Belgrado | 1:3 (1:1) | Újpest Dózsa                        | Vicente Calderón, Madrid                   |                                            |
|                      | Savic 9'                  |           | Toth 43' (pen.) Fekete 61' Nagy 90' | Árbitro(s): Ángel Franco Martínez (España) | Árbitro(s): Ángel Franco Martínez (España) |

### 3.er. y 4º puesto
| 23 de agosto de 1974 | Estrella Roja de Belgrado | 0:0 (0:0) | San Lorenzo de Almagro | Vicente Calderón, Madrid                   |  |
|                      |                           |           |                        | Árbitro(s): Ángel Franco Martínez (España) |  |

| Lanzamientos de penalty |                  |     |                  |  |
|                         | Acierto de penal | 1:1 | Acierto de penal |  |
|                         | Acierto de penal | 2:2 | Acierto de penal |  |
|                         | Acierto de penal | 3:2 | Fallo de penal   |  |
|                         | Acierto de penal | 4:2 | Fallo de penal   |  |
|                         |                  |     |                  |  |
|                         |                  |     |                  |  |

### Final
Al igual que el partido por el tercer y cuarto puesto, se celebró el 23 de agosto:
| 23 de agosto de 1974 | Atlético de Madrid | 1:0 (0:0) | Újpest Dózsa | Vicente Calderón, Madrid                                           |                                                                    |
|                      | Ayala 88'          |           |              | Asistencia: 65.000 espectadores Árbitro(s): Vital Loraux (Bélgica) | Asistencia: 65.000 espectadores Árbitro(s): Vital Loraux (Bélgica) |

| España                                 |
| Campeón Atlético de Madrid 1.er título |